# Lisa Schmidla
Lisa Schmidla (Krefeld, 5 giugno 1991) è una canottiera tedesca, vincitrice della medaglia d'oro nel 4 di coppia a Rio de Janeiro 2016.

## Palmarès
- Olimpiadi

Rio de Janeiro 2016: oro nel 4 di coppia.
- Mondiali

Amsterdam 2014: oro nel 4 di coppia.
Aiguebelette-le-Lac 2015: argento nel 4 di coppia.
- Europei

Poznan 2015: oro nel 4 di coppia.
Brandeburgo 2016: oro nel 4 di coppia.
- Mondiali Under-23

Brest 2010: oro nel 2 di coppia.
Amsterdam 2011: oro nel 4 di coppia.
Linz 2013: oro nel singolo.